# Richwood (Virgínia Ocidental)
Richwood é uma cidade localizada no estado norte-americano de Virgínia Ocidental, no Condado de Nicholas.

## Demografia
Segundo o censo norte-americano de 2000, a sua população era de 2477 habitantes.
Em 2006, foi estimada uma população de 2356, um decréscimo de 121 (-4.9%).

## Geografia
De acordo com o United States Census Bureau tem uma área de
4,4 km², dos quais 4,4 km² cobertos por terra e 0,0 km² cobertos por água. Richwood localiza-se a aproximadamente 765 m acima do nível do mar.

## Localidades na vizinhança
O diagrama seguinte representa as localidades num raio de 28 km ao redor de Richwood.